# Lê Thái Bình
Lê Thái Bình (Tên thật là Lê Quang Hãnh), sinh ngày 17 tháng 10 năm 1983, là người sáng lập Thiền Việt - phương pháp Thiền của người Việt có nguồn gốc từ thời Trần.
Ông là người sáng lập Thiền Việt - phương pháp thiền năng lượng dưỡng sinh

## Tiểu sử
Lê Thái Bình sinh ra ở Vĩnh Bảo (Hải Phòng). Sau đại học, ông làm việc ở bộ phận phát hành của một tờ báo lớn tại Hà Nội. Sau đó, đến năm 2009 cơ duyên đã đưa Lê Thái Bình đến với Thiền, sáng lập nên phương pháp Thiền Việt, hướng dẫn hàng trăm người tập thiền để nâng cao sức khỏe thể chất và tinh thần qua việc thành lập CLB thiền dưỡng sinh năng lượng Hà Nội. Ông hiện đang công tác tại Viện nghiên cứu và ứng dụng tiềm năng con người - bộ môn Năng lượng sinh học và là giám đốc Trung tâm dưỡng sinh Thiền Việt thuộc Viện nghiên cứu và ứng dụng tiềm năng con người.

## Chặng đường của Lê Thái Bình cùng Thiền Việt
Năm 2010: Thành lập CLB Thiền dưỡng sinh năng lượng Hà Nội
Năm 2011: Viện nghiên cứu và ứng dụng Tiềm năng con người bổ nhiệm Lê Thái Bình làm chủ nhiệm Câu lạc bộ Thiền Việt. Câu lạc bộ Thiền Việt được thành lập vào năm 2014 bởi nhà tâm linh phong thủy Lê Thái Bình. Với tiêu chí trở thành một tổ chức tiên phong trong việc đưa Thiền đến gần gũi hơn nữa với cuộc sống đời thường, đưa Thiền đến từng trường học mẫu giáo đến đại học và trở thành một hoạt động hàng ngày trong mỗi gia đình Việt, câu lạc bộ đã Góp phần nâng cao sức khỏe tinh thần và sức khỏe thể chất cho mỗi cá nhân và cộng đồng thông qua các hoạt động giàu tính nhân văn lấy tình yêu thương làm cốt lõi.
Năm 2014: Lê Thái Bình được bổ nhiệm làm giám đốc Trung tâm dưỡng sinh Thiền Việt - thuộc Viện nghiên cứu và ứng dụng Tiềm năng con người. Đây là tổ chức phi lợi nhuận được chính phủ công nhận, là địa chỉ học thiền cộng đồng cho tất cả mọi người.
Năm 2015: Thành lập Quỹ Thiện tâm Thiền Việt. Hướng đến lợi ích cộng đồng nhằm giúp đỡ và chia sẻ khó khăn gánh nặng cho những hoàn cảnh đặc biệt, Lê Thái Bình quyết định thành lập Quỹ Thiện tâm Thiền Việt. Đây là một tổ chức thiện nguyện của Trung tâm dưỡng sinh Thiền Việt thuộc Viện nghiên cứu và ứng dụng tiềm năng con người, với sự tham gia của các học viên Thiền Việt, những tấm lòng hảo tâm trong và ngoài nước cùng nhau đóng góp cả về vật chất lẫn tinh thần để chung tay hướng tới một xã hội giàu tình thương và đầy ắp nghĩa cử cao đẹp.
Năm 2017: Thành lập Học viện Thiền quốc tế IMA (International Meditation Accademy) là Học viện đào tạo chuyên sâu Thiền dưỡng sinh năng lượng Thiền Việt.

## Những thành tựu đạt được

### Đưa Thiền Việt vươn xa quốc tế
Không chỉ phát triển và lan tỏa mạnh mẽ ở Việt Nam, Thiền Việt của Lê Thái Bình còn được cộng đồng quốc tế quan tâm đón nhận. 2/2017: Đoàn 40 người Pháp sang Việt Nam để học trực tiếp Thiền Việt của Lê Thái Bình 
- 13/06/2017: Đầu bếp hàng đầu thế giới Tim Mälzer cùng đoàn phóng viên của chương trình truyền hình nổi tiếng tại đức Kitchen Impossible của kênh VOX đã được Bộ Ngoại giao giới thiệu đến Việt Nam để ghi hình phóng sự học Thiền Việt của Tim Mälzer. Đầu bếp hàng đầu thế giới Tim Mälzer cùng đoàn phóng viên của chương trình truyền hình nổi tiếng tại đức Kitchen Impossible của kênh VOX đã được Bộ Ngoại giao Việt Nam giới thiệu tới Câu lạc bộ Thiền Việt tại hà nội để ghi hình phóng sự học thiền của Tim Mälzer.
Đây là sự kiện lần đầu tiên bộ môn thiền tại Việt Nam được ghi hình bởi một hãng truyền thông nổi tiếng nước ngoài VOX.
Tim Mälzer sinh ngày 22/1/1971 tại Elmshorn. Là một đầu bếp nổi tiếng trên truyền hình. Từ năm 1994 – 2016 ông đã đạt các giải thưởng cao trong lĩnh vực nấu ăn.
1994: giải “Đầu bếp đức trẻ xuất sắc nhất Chef của năm”
2006: Máy ảnh vàng trong cuộc thăm dò độc giả HÖRZU loại chương trình nấu ăn xuất sắc nhất.
2010: Giải thưởng truyền thông sức khỏe trong hàng mục “Các công ty & dinh dưỡng giáo dục / phòng”
2016: Giải thưởng của viện hàn lâm quốc gia đài truyền hình trong hạng mục giải trí truyền hình cho Impossible
Qua buổi ghi hình về học thiền tại Đền Voi Phục – Kim Mã – Hà Nội. Tim Mälzer muốn giới thiệu đến tất cả mọi người trên thế giới về một món ăn tinh thần mới, giới thiệu văn hóa Việt Nam ra cộng đồng Quốc tế.

### Đưa Thiền vào tổ chức xã hội
12/2017: Giám đốc dự án: Đưa Thiền vào Trung tâm cai nghiện, Trung tâm điều dưỡng người có công và trung tâm trẻ em khuyết tật tại Thanh Hóa, Hà Tĩnh. Tại cơ sở Chữa bệnh - Giáo dục và Lao động xã hội cùng Trung tâm bảo trợ xã hội 2 (tỉnh Thanh Hóa) và Cơ sở Methadone Hồng Lĩnh (Hà Tĩnh), Master Lê Thái Bình đã có buổi trò chuyện thấu hiểu và giúp các học viên cai nghiện làm quen, chuẩn bị tâm thế và tinh thần tốt nhất sẵn sàng cho hành trình vượt lên chính mình, quay trở lại với xã hội.
Trong suốt quá trình thiền tập, các học viên sẽ được rèn luyện thường xuyên bằng các bài tập thiền tác động vào tâm lý để có thể tự chủ được cảm xúc và khống chế hành vi sử dụng ma túy.

### Nhà nước trao tặng bằng khen vì giai đoạn 5 năm cống hiến cho cộng đồng
28/1/2018: Lê Thái Bình - Người sáng lập Thiền Việt và đội ngũ giảng viên của Trung tâm dưỡng sinh Thiền Việt đã vinh dự được Viện nghiên cứu và ứng dụng tiềm năng con người trao bằng khen thưởng vì những thành tích nổi bật trong góp sức xây dựng cộng đồng giai đoạn 5 năm (2012 - 2017) 
5năm hoạt động cống hiến vì mục tiêu nâng cao sức khỏe thể chất và tinh thần cho toàn thể cộng đồng, Lê Thái Bình đã phát triển Thiền Việt tại rất nhiều tỉnh thành cả nước với các CLB thiền vì sức khỏe:
- CLB Thiền Việt Hà Nội
- CLB Thiền Việt Hải Dương
- CLB Thiền Việt Hải Phòng
- CLB Thiền Việt Hà Tây, Hà Nội
- CLB Thiền Việt Hồ Chí Minh
- CLB Thiền Việt Long Biên–Hà Nội
- CLB Thiền Việt Nam Định
- Lớp dạy Thiền cho người đang cai nghiện ma túy - Thanh Hóa
- Lớp dạy Thiền cho người đang cai nghiện ma túy- Hà Tĩnh
- Lớp dạy Thiền cho các thương bệnh binh - Thanh Hóa
- Lớp dạy Thiền cho người có công - Thanh Hóa
- Lớp dạy Thiền cho trẻ khuyết tật - Hồng Lĩnh, Hà Tĩnh

### Đưa Thiền vào doanh nghiệp
Giữa những bộn bề của công việc và cuộc sống, người ta luôn mong muốn tìm đến những góc yên bình của tâm hồn. Thiền định - một hoạt động tinh thần đã và đang trở thành nét văn hóa được ưa chuộng của người hiện đại, đặc biệt là giới doanh nhân. Lê Thái Bình đã đưa Thiền trở thành một nét văn hóa, một hoạt động tinh thần lành mạnh cho cộng đồng doanh nhân.
- 3/2018: Giám đốc dự án: Thiền cho doanh nhân và doanh nghiệp 
- 3/2018: Giám đốc dự án: Thiền định kết hợp âm nhạc cổ điển 
Với những thành tựu đem lại phương pháp nâng cao sức khỏe thể chất và tinh thần cho toàn thể cộng đồng, đài truyền hình đã trực tiếp ghi hình đưa tin về người sáng lập Thiền Việt:
- Đài Truyền hình Việt Nam VTV1 đưa tin về hoạt động Dạy thiền miễn phí, nâng cao sức khỏe thể chất cho cộng đồng của Lê Thái Bình 
- Đài Truyền hình Quốc hội Việt Nam ghi lại phóng sự dạy thiền tại đền Voi Phục của thầy Lê Thái Bình 
- Đài Truyền hình Hà Nội với chương trình Sống tại Hà Nội đưa tin về Thiền Việt 

## Những dự án thiện nguyện đóng góp cho cộng đồng
Nồi cháo yêu thương
Quỹ thiện tâm Thiền Việt đã đặt nồi cháo yêu thương tại bệnh viện châm cứu Trung ương Hà Nội nhằm chia sẻ những khó khăn về vật chất và động viên tinh thần cho các bệnh nhân và gia đình người bệnh. Sự kiện được tổ chức vào sáng t7 hàng tuần dưới sự tham gia của những nhà hảo tâm và những học viên của Thiền Việt
Áo ấm vùng cao – Tết ấm no cho trẻ em nghèo
Là một sự kiện được tổ chức thường niên nhằm kêu gọi áo ấm, sách vở và đồ dùng học tập cho trẻ em nghèo khu vực miền núi, Quỹ Thiện tâm Thiền Việt đã nhận được sự ủng hộ của các tấm lòng thiện nguyện để trao tận tay những món quà nhỏ để mang tới một cái Tết no đủ cho đồng bào vùng cao Mai Châu (Hòa Bình) (2016)và Tà Mung (Than Uyên, Lai Châu) (2017)
Trung thu cho em – Vầng trăng yêu thương
Cứ mỗi dịp trung thu về, Lê Thái Bình cùng các học viên Thiền Việt lại chung tay mang tới cho các em nhỏ tại Bệnh viện Châm cứu Trung ương một cái tết đoàn viên thật sum vầy và ấm áp thông qua chương trình ý nghĩa “Vầng trăng yêu thương”
Đại lễ cầu siêu – Tình yêu cho con
Đại Lễ Cầu Siêu là một hoạt động tâm linh vì cộng đồng được tổ chức bởi Quỹ thiện tâm Thiền Việt, với sự tham gia của hàng nghìn phật tử các nơi xa gần. Năm 2017 tại chùa Trung Kính (Hà Nội) Đại lễ cầu siêu - Tình yêu cho con là cầu nối gửi gắm những lời nhắn của những người làm cha mẹ đến những đứa trẻ không được may mắn sinh ra trên đời để các con được yên nghỉ, siêu thoát và bước tiếp đến cuộc đời mới hạnh phúc hơn.
Xây cầu dân sinh cho đồng bào miền núi
Năm 2017, Lê Thái Bình cùng quỹ Thiện Tâm Thiền Việt chung tay xây cầu dân sinh, cải thiện giao thông đi lại tại xã miền núi Cốc Lủng, Pác Nặm, Bắc Kạn.
Ngoài ra, Quỹ Thiện tâm Thiền Việt của Lê Thái Bình còn tổ chức các hoạt động như Phóng sinh vào ngày rằm và mùng 1 hàng tháng, phát lương thực thực phẩm cho trẻ em vùng cao, thăm nom, phát quà ở các Trung tâm bảo trợ người già và trẻ em…